# Chromebase
Chromebase（グーグル クロームベース）は、Googleが開発しているオペレーティングシステム「ChromeOS」を搭載しているデスクトップパソコン。2014年1月に発表された。
Chromebox（クロームボックス）及びChromebase（クロームベース）は、そのデスクトップのシリーズ。
最初のモデルはLG Electronicsによって発売され、スクリーン、スピーカー、130万画素のウェブカメラとマイクを搭載し、希望小売価格は350ドルであった。

## 概要
他のChrome OSデバイス同様、Chromebaseは主にブラウザを中心としたデバイスである。それに関連して、ソフトウェア機能とデータストレージについてはインターネット接続に激しく依存する。また、Google Play Storeを使用してAndroidアプリをインストールすることができる。
一部の機種には、画面を180度回転することができるものもある。

## 特徴
通常のパーソナルコンピュータと違って、Chromebaseは他のChromeOSデバイス同様ブラウザを中心としたデバイスであり、アプリケーションなどはChrome Web Store、Google Play Storeから入手するものが主となる。また、基本的にデータはGoogle ドライブ上に保存する形式を採る。